# Krameterbach
Der Krameterbach, auch Grabenbach, ist ein rund 3,6 Kilometer langer, linker Nebenfluss der Kainach in der Steiermark.

## Verlauf
Der Krameterbach entsteht im nördlichen Teil der Gemeinde Kainach bei Voitsberg, im südöstlichen Teil der Katastralgemeinde Gallmannsegg und östlich der Ortschaft Gallmannsegg am nordwestlichen Hang des Römaskogels, westlich des Hofes Haschberger. Er fließt zuerst etwa 250 Meter relativ gerade nach Nordnordwest, ehe er in einem Linksbogen auf einen Westkurs schwenkt und anschließend südwestlich des Hofes Krameter in einen langgezogenen Linksbogen bis zu seiner Mündung in die Kainach nach Südwesten fließt. Insgesamt fließt der Krameterbach nach Südwesten. Im Süden der Ortschaft Gallmannsegg, etwa 200 Meter nordöstlich des Jagglwirts und etwa 50 Meter nördlich der Grenze zwischen den Katastralgemeinden Gallmannsegg und Kainach mündet er direkt westlich der durch Gallmannsegg führenden Hauptstraße in die Kainach, die danach nach gerade weiterfließt. Auf seinen Lauf nimmt der Krameterbach den von rechts kommenden Lenzbach, den von links kommenden Gratzerbach und Annesbach sowie mehrere kleine und unbenannte Wasserläufe auf.
| Zuläufe und Bauwerke \| Krameterbach (Kainach) \| Krameterbach (Kainach) \| Krameterbach (Kainach) \| \| ---------------------- \| ---------------------- \| ---------------------- \| \| Legende \| \| \| \| Kainach bei Voitsberg \| \| Kainach bei Voitsberg \| \| \| \| \| \| Lenzbach \| \| \| \| \| \| Gratzerbach \| \| \| \| Annesbach \| \| Kainach \| \| \| |  |                       |
| Krameterbach (Kainach) |  |                       |
| Legende |  |                       |
| Kainach bei Voitsberg |  | Kainach bei Voitsberg |
| |  |                       |
| Lenzbach |  |                       |
| |  | Gratzerbach           |
| |  | Annesbach             |
| Kainach |  |                       |